# Điều chế tín hiệu
Điều chế tín hiệu là quá trình biến đổi một hay nhiều thông số của một tín hiệu tuần hoàn theo sự thay đổi một tín hiệu mang thông tin cần truyền đi xa. Tín hiệu tuần hoàn gọi là sóng mang. Tín hiệu mang thông tin gọi là tín hiệu được điều chế. Ở đầu thu bộ giải điều chế sẽ dựa vào sự thay đổi thông số đó của sóng mang tái tạo lại tín hiệu mang thông tin ban đầu. Các thông số của sóng mang được dùng trong quá trình điều chế có thể là biên độ, pha, tần số.
Ví dụ: tín hiệu tiếng nói có tần số thấp, không thể truyền đi xa được. Người ta dùng một tín hiệu hình sin có tần số cao (để có thể truyền đi xa được) làm sóng mang. Biến đổi biên độ của tần số sin đó theo tín hiệu tiếng nói. Ở đầu thu người ta dựa vào sự thay đổi biên độ của tín hiệu thu được để tái tạo lại tín hiệu tiếng nói ban đầu.

Tín hiệu tần số thấp Signal được điều chế biên độ tương tự AM (đỏ) và điều chế tần số FM (lam)

## Điều chế tương tự
Trong điều chế tương tự, việc điều chế được thực hiện liên tục theo tín hiệu thông tin tương tự.
Các phương pháp điều chế tương tự thông dụng là:
- Điều biên (Amplitude modulation)
  - Điều chế hai băng (DSB-Double-sideband modulation)
    - Điều chế hai băng không triệt sóng mang (DSB-WC) (dùng trong radio băng AM)
    - Điều chế hai băng triệt sóng mang (DSB-SC)
    - Điều chế hai băng nén sóng mang (DSB-RC)

  - Điều chế đơn băng
    - Điều chế đơn băng (SSB hoặc SSB-AM), rất giống với
    - Điều chế đơn băng triệt sóng mang (SSB-SC)

  - Biến điệu băng cạnh sót (VSB hoặc VSB-AM)
  - Điều chế biên độ vuông góc (QAM)
- Điều góc (Angle modulation) 
  - Điều tần-Frequency modulation (FM)
  - Điều pha-Phase modulation (PM)

## Điều chế số
Trong điều chế số, một sóng mang tương tự sẽ được biến đổi theo một chuỗi bit có chiều dài cố định hoặc thay đổi. Đây cũng có thể được coi là một dạng biến đổi tương tự-số. Hình dạng của sóng mang được lấy từ một tập hợp hữu hạn các symbol.
Sau đây là những phương pháp cơ bản:
- Trong CW, người ta dùng on-off keying của tín hiệu có chiều dài thay đổi.
- Trong PSK, người ta dùng một số hữu hạn pha.
- Trong FSK, người ta dùng một số hữu hạn tần số.
- Trong ASK, người ta dùng một số hữu hạn biên độ.
- Trong QAM, tín hiệu đồng pha (tín hiệu I, ví dụ tín hiệu cos) và tín hiệu trực pha (tín hiệu Q, ví dụ tín hiệu sin) được điều biên. Nó cũng có thể được coi là hai kênh riêng. Tín hiệu thu được là sự kết hợp của PSK và ASK với tối thiểu là hai pha và tối thiểu hai biên độ.